# U-Bahn-Linie C (New York City)
| U-Bahn der Linie C in Manhattan (2019) |                      |                                       |                                 |
| Geographischer Plan New Yorks mit Verlauf der Linie C |                      |                                       |                                 |
| Spurweite: | 1435 mm (Normalspur) |                                       |                                 |
| |                      |                                       |                                 |
| \| \| \| Washington Heights-168 Street \| \| \| \| \| \| \| \| \| \| 145 Street \| \| \| \| \| \| \| \| \| \| 125 Street \| \| \| \| \| \| \| \| \| \| 59 Street-Columbus Circle \| \| \| \| \| \| \| \| \| \| 42 Street-Port Authority Bus Terminal \| \| \| \| \| (Übergang zu Times Sq-42 St) \| \| \| \| \| 34 Street-Penn Station LIRR \| \| \| \| \| \| \| \| \| \| 14 Street \| \| \| \| \| West 4 Street \| \| \| \| \| \| \| \| \| \| Canal Street \| \| \| \| \| Chambers Street (Übergang zu ) \| \| \| \| \| Fulton Street \| \| \| \| \| High Street \| \| \| \| \| Jay Street-MetroTech \| \| \| \| \| Hoyt Street-Schermerhorn Street \| \| \| \| \| \| \| \| \| \| Franklin Avenue \| \| \| \| \| Nostrand Avenue \| \| \| \| \| \| \| \| \| \| Utica Avenue \| \| \| \| \| \| \| \| \| \| Broadway Junction LIRR \| \| \| \| \| \| \| \| \| \| Euclid Avenue \| \| |                      |                                       |                                 |
| Erklärung |                      |                                       |                                 |
| Gezeigt werden ausschließlich Knotenpunkte und Endpunkte. |                      |                                       |                                 |
| |                      | Washington Heights-168 Street         |                                 |
| |                      |                                       |                                 |
| U-Bahn-Bahnhof |                      | 145 Street                            | 145 Street                      |
| |                      |                                       |                                 |
| |                      | 125 Street                            |                                 |
| |                      |                                       |                                 |
| |                      | 59 Street-Columbus Circle             |                                 |
| |                      |                                       |                                 |
| |                      | 42 Street-Port Authority Bus Terminal |                                 |
| U-Bahn-Strecke |                      | (Übergang zu Times Sq-42 St)          | (Übergang zu Times Sq-42 St)    |
| |                      | 34 Street-Penn Station LIRR           |                                 |
| |                      |                                       |                                 |
| |                      | 14 Street                             |                                 |
| |                      | West 4 Street                         |                                 |
| |                      |                                       |                                 |
| U-Bahn-Bahnhof |                      | Canal Street                          | Canal Street                    |
| U-Bahn-Bahnhof |                      | Chambers Street (Übergang zu )        | Chambers Street (Übergang zu )  |
| |                      | Fulton Street                         |                                 |
| U-Bahn-Bahnhof |                      | High Street                           | High Street                     |
| |                      | Jay Street-MetroTech                  |                                 |
| U-Bahn-Bahnhof |                      | Hoyt Street-Schermerhorn Street       | Hoyt Street-Schermerhorn Street |
| |                      |                                       |                                 |
| U-Bahn-Haltepunkt / Haltestelle |                      | Franklin Avenue                       | Franklin Avenue                 |
| U-Bahn-Bahnhof |                      | Nostrand Avenue                       | Nostrand Avenue                 |
| |                      |                                       |                                 |
| |                      | Utica Avenue                          |                                 |
| |                      |                                       |                                 |
| U-Bahn-Bahnhof |                      | Broadway Junction LIRR                | Broadway Junction LIRR          |
| |                      |                                       |                                 |
| |                      | Euclid Avenue                         |                                 |

Die Linie C „8 Avenue Local“ ist eine U-Bahn-Linie der New York City Subway, die in New York durch die Stadtbezirke Manhattan und Brooklyn fährt. Ihre Stammstrecke ist die IND Eighth Avenue Line, eine der sechs Stammstrecken der Division B. Sie verkehrt auch auf der IND Fulton Street Line. Sie hat die Kennfarbe Blau.
Nördliche Endstation der Linie C ist 168th Street in Washington Heights, Upper Manhattan. Die südliche Endstation ist Euclid Avenue in East New York. Der Linienweg ist 30,5 km (19 Meilen) lang und verläuft vollständig unterirdisch. Dabei werden 40 U-Bahnhöfe bedient.:7
Die Linie C fährt auf ihrem gesamten Linienweg parallel zur Linie A „8 Avenue Express“ und bedient als local train sämtliche Stationen auf dem gemeinsamen Abschnitt, während die Linie A als Expresszug nur an ausgewählten Stationen hält. In den Nachtstunden ruht der Verkehr der Linie C und wird durch die Linie A übernommen, die dann als „8 Avenue Local“ an allen Stationen der Strecke hält.
Es bestehen Umsteigemöglichkeiten zu allen U-Bahn-Linien mit Ausnahme der Linie 6.:22 Auf drei Streckenabschnitten teilt sich die Linie C ihre Gleise mit der Linie A, Linie B bzw. Linie E, was zu Verspätungen beitragen kann.:15

## Geschichte

### Erste Jahre der Independent Subway
Die Stadt New York eröffnete die viergleisige Stammstrecke der Independent Subway am 10. September 1932.
Das Linienschema der Independent unterschied zwischen reinen Expressen, deren Bezeichnung aus einem Buchstaben bestand, und reinen Locals, deren Bezeichnung aus zwei Buchstaben bestand: Während die Linie A die innen angeordneten Express-Gleise nutzte und nur an den Express-Stationen hielt, fuhr die Linie AA auf den äußeren Local-Gleisen und bediente alle Stationen.
Das Netz der Independent wurde bis ins Jahr 1933 in mehreren Schritten erweitert, ehe der Weiterbau dieses einheitlich geplanten Netzes aus Kostengründen stockte. Es kamen Linien hinzu, die mit einfachen oder doppelten Buchstaben aus dem Buchstabenraum von A bis H gekennzeichnet waren. Die Linienverläufe änderten sich anfangs entsprechend dem Baufortschritt und in den folgenden Jahrzehnten entsprechend den Fahrgastbedürfnissen und Betriebsverhältnissen mehrfach.

### Eröffnung der Concourse Line
Für die am 1. Juli 1933 eröffnete IND Concourse Line in der Bronx wurden die Linien C und CC neu eingeführt und die Linie AA eingestellt.
Die Linie C war eine Expresslinie, die werktags und samstags während der morgendlichen und der nachmittäglichen bis abendlichen Hauptverkehrszeiten fuhr. Sie bediente die gesamte IND Concourse Line ab der Endstation 205th Street und fuhr dabei in Lastrichtung auf dem mittleren Expressgleis dieser dreigleisig angelegten Strecke: Morgens aus der Bronx in Richtung Lower Manhattan und nachmittags und abends aus Lower Manhattan in die Bronx.
Im Verzweigungsbahnhof 145th Street, der kreuzungsfrei mit sieben Bahnsteiggleisen auf zwei Ebenen übereinander angelegt ist, erreichte die Linie C die Expressgleise der IND Eighth Avenue Line. Sie fuhr gemeinsam mit der Linie A als Express durch Manhattan nach Brooklyn. Durch den Cranberry-Street-Tunnel unter dem East River erreichte sie den als Endstation angegebenen U-Bahnhof mit dem heutigen Namen Jay Street–Borough Hall. Tatsächlich fuhren die Züge zum Wenden bis zum U-Bahnhof Bergen Street (untere Ebene) der heutigen IND Culver Line.:3
Die Linie CC war eine Local-Linie, die jeden Tag 24 Stunden lang in Manhattan und der Bronx fuhr. Sie fuhr während der Betriebszeiten der Linie C von Chambers Street–Hudson Terminal (seit 1973 Chambers Street–World Trade Center) bis Bedford Park Boulevard und außerhalb der Betriebszeiten der Linie C bis 205th Street. Sie ersetzte in Manhattan die frühere Linie AA.:3

### Eröffnungen in Brooklyn
In Brooklyn eröffnete die Independent Subway am 9. April 1936 die IND Fulton Street Line bis zum neuen U-Bahnhof Rockaway Avenue. Am 1. Juli 1937 wurde die zuvor nur teilweise fertiggestellte IND Crosstown Line zwischen Brooklyn und Queens auf ganzer Länge eröffnet. Laut dem ab diesem Tag gültigen Fahrplan fuhr die Expresslinie C nun von 205th Street in der Bronx bis Hoyt–Schermerhorn Streets in Brooklyn, und zwar montags bis samstags während der morgendlichen bis vormittäglichen sowie der spätnachmittäglichen Hauptverkehrszeit. Drei Fahrten pro Tag endeten und begannen nach wie vor in Bergen Street (untere Ebene).:4
Die Local-Linie CC fuhr unverändert während der Betriebszeiten der Linie C von Chambers Street–Hudson Terminal bis Bedford Park Boulevard und außerhalb der Betriebszeiten der Linie C bis 205th Street.:4

### Sixth Avenue Line und kürzere Betriebszeiten

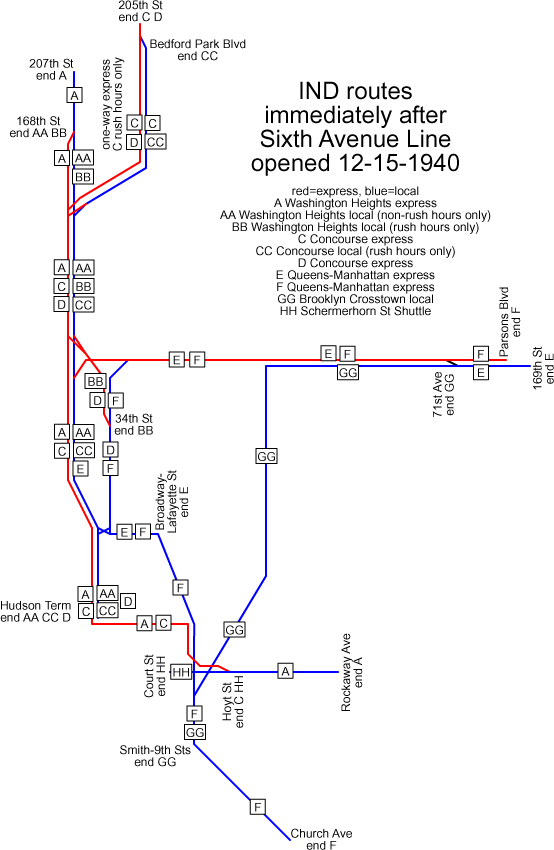
Liniennetz der Independent Subway am Ende des Jahres 1940

In Manhattan wurde am 15. Dezember 1940 die IND Sixth Avenue Line als zweite Stammstrecke im Netz der nunmehr ehemaligen Independent Subway eröffnet, die im Rahmen der Vereinigung der drei New Yorker U-Bahn-Netze im Sommer 1940 in die „IND-Division“ umorganisiert worden war. Es kamen die Linien BB und D hinzu. (Die Linie BB wurde 1967 zur Linie B, eine Linienbezeichnung DD wurde nie verwendet.)
Die täglichen Betriebszeiten der Linie CC wurden reduziert und waren fortan ähnlich wie bei der Linie C auf die Hauptverkehrszeiten an Montagen bis Samstagen beschränkt, weil die neue Linie BB und die erstmals seit 1933 wieder betriebene Linie AA einen Großteil des Local-Angebots auf der IND Eighth Avenue Line übernahmen. Bei der Linie C änderte sich zunächst nichts, erst im Fahrplan 1944 waren die Betriebszeiten etwas reduziert und wurden drei morgendliche Fahrtenpaare pro Tag auf der IND Fulton Street Line bis Utica Avenue verlängert.:5
Die Betriebszeiten der Linie CC wurden ab 1948 und 1949 an Samstagen um rund zwei Stunden reduziert, Züge fuhren in Bedford Park Boulevard nur noch von 07.03 bis 13.23 Uhr ab.:6

### Ende der alten Linie C
Die IND Fulton Street Line in Brooklyn wurde am 28. November 1948 bis Euclid Avenue verlängert. Dieser unterirdische Bahnhof eignet sich bis heute wegen des angrenzenden Betriebshofs „Pitkin Yard“ als Endpunkt für Zugfahrten – in der Praxis besonders der Local Trains, aber auch einzelner Expresse und des nächtlichen Lefferts-Boulevard-Shuttle.
Zu großen Veränderungen kam es ab 24. Oktober 1949: Die Linie C wurde eingestellt und auf den Expressgleisen in Manhattan durch zusätzliche Fahrten der Linie D ersetzt. Die Linie CC wurde von 1949 bis 1955 an Wochentagen zum U-Bahnhof Broadway-Lafayette Streets der IND Sixth Avenue Line statt nach Chambers Street–Hudson Terminal verlagert. Ab dem Jahreswechsel 1951/1952 wurde ihr Samstagsverkehr gestrichen und durch die Linie AA übernommen.:6–7
Damit war der Betrieb der Local-Linie CC langfristig auf die Hauptverkehrszeiten an Wochentagen beschränkt.

### Linie C oder Linie CC
Die heutige Linie C ist Nachfolger der Local-Linie CC der 1950er Jahre, nicht der ursprünglichen, aus der Ära der Independent Subway stammenden Express-Linie C, deren letzte Fahrt am 21. Oktober 1949 stattfand.:4
Im zeitlichen Zusammenhang mit der Eröffnung der Chrystie Street Connection in den Jahren 1967 und 1968 erhielt die Linie CC ein rundes Signet in der Kennfarbe Grün. Im Jahr 1979 wurden die Kennfarbe aller Linien, deren Stammstrecke die IND Eighth Avenue Line ist, auf ein einheitliches Blau geändert.

Signets der Linie CC, seit 1985 Linie C
Linie CC, grün 1967 bis 1979
Linie CC, blau 1979 bis 1985
Linie <CC>, Raute für Berufsverkehr 1979 bis 1985
Linie <C>, Raute für Berufsverkehr 1985 bis 1987
Linie C, dunklerer Blauton seit 1987

### Rockaway Line
Eine wesentliche Veränderung des Linienwegs fand 1976 statt, als der Verkehr auf der IND Rockaway Line umgestellt wurde. In jenem Jahr strich die New York City Transit Authority aufgrund der Haushaltskrise der Stadt New York zahlreiche Zugfahrten und änderte das Liniennetz. Seit der Eröffnung der IND Rockaway Line im Jahr 1956 hatte sie verschiedene Betriebskonzepte umgesetzt. Der wesentliche Unterschied war dabei, welche Linie bzw. Linien über die IND Fulton Street Line aus der Innenstadt Brooklyns kommend die IND Rockaway Line bedienten. Dies konnten sowohl Express als auch Local Trains oder auch Mischformen aus beidem sein. Zu unterschiedlichen Zeiten war die Linie A der „Fulton Street Express“ und die Linie E der „Fulton Street Local“, oder umgekehrt.
Mit dem ab 30. August 1976 gültigen Fahrplan verdrängte die Linie CC die Linie E im Berufsverkehr von den zwei Strecken IND Fulton Street und IND Rockaway Line. Sie fuhr dadurch als Local Train durch alle vier Stadtbezirke Bronx, Manhattan, Brooklyn und Queens. Auch der Rockaway-Park-Shuttle, bis dahin als Linie HH bezeichnet, wurde in die Linie CC integriert. Da der Rockaway-Park-Shuttle mit Ausnahme der Nachtstunden jeden Tag fuhr, war die Linie CC im Vergleich zu ihren Ursprüngen wie auf den Kopf gestellt: Erstmals seit Eröffnung 1933 hatte sie auf einer anderen als der IND Concourse Line die umfangreichsten Betriebszeiten, denn sie bewegte sich nur noch zur Hauptverkehrszeit über die IND Rockaway Line hinaus.

### Ab den 1980er Jahren

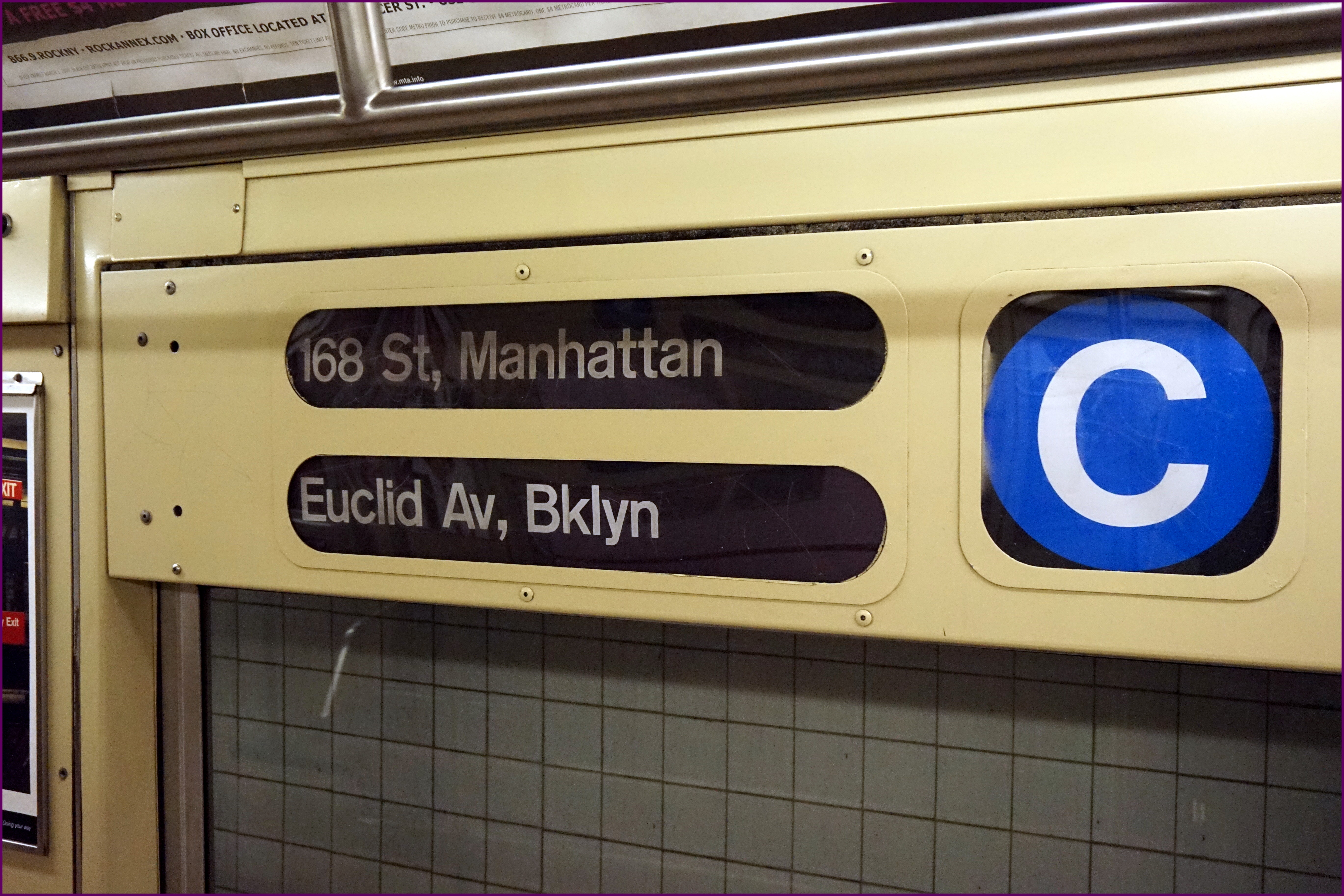
Rollbandanzeige in einem Museumsfahrzeug zeigt Start- und Zielbahnhof sowie Signet der Linie C (2014)

Am 6. Mai 1985 wurden bei der Subway alle noch verbliebenen zweistelligen Linienbezeichnungen aus der Ära der Independent Subway abgeschafft. Die Linie CC wurde in Linie C umbenannt. Der Rockaway-Park-Shuttle wurde wieder eigenständig und fuhr bis 1992 als Shuttle-Linie H.
Die Kennfarbe war bereits 1979 in das Blau geändert worden, das alle Linien auf der Stammstrecke IND Eighth Avenue Line zugeordnet bekamen. Seit einer leichten Modifikation des Farbtons zwecks Vereinheitlichung des Corporate Designs der Metropolitan Transportation Authority im Jahr 1987 blieb das blaue Signet der Linie C unverändert.
Am 10. Dezember 1988 begann eine Reihe von Änderungen, zu deren Abschluss im Jahr 1992 sich eine Führung der Linien A und C herauskristallisierte, die im Jahr 2023 im Wesentlichen fortbesteht. Die Linie A ist auch außerhalb des Berufsverkehrs die Expresslinie auf der IND Fulton Street Line und wird bis Euclid Avenue von der Linie C begleitet, die als Local überall hält.:10
Im Jahr 2015 wurde die Linie im Vergleich zur Linie A und zu den anderen Linien der New Yorker U-Bahn als überdurchschnittlich zuverlässig beurteilt. Ihr waren damals U-Bahn-Wagen des Typs R32 zugewiesen, dem zu der Zeit ältesten noch betriebenen Fahrzeugtyp.:3,5 In einer gegenteiligen Einschätzung war die Linie C im Jahr 2011 aufgrund geringen Komforts und mangelnder Zuverlässigkeit als unbeliebteste Linie New Yorks bezeichnet worden.

## Fahrzeuge

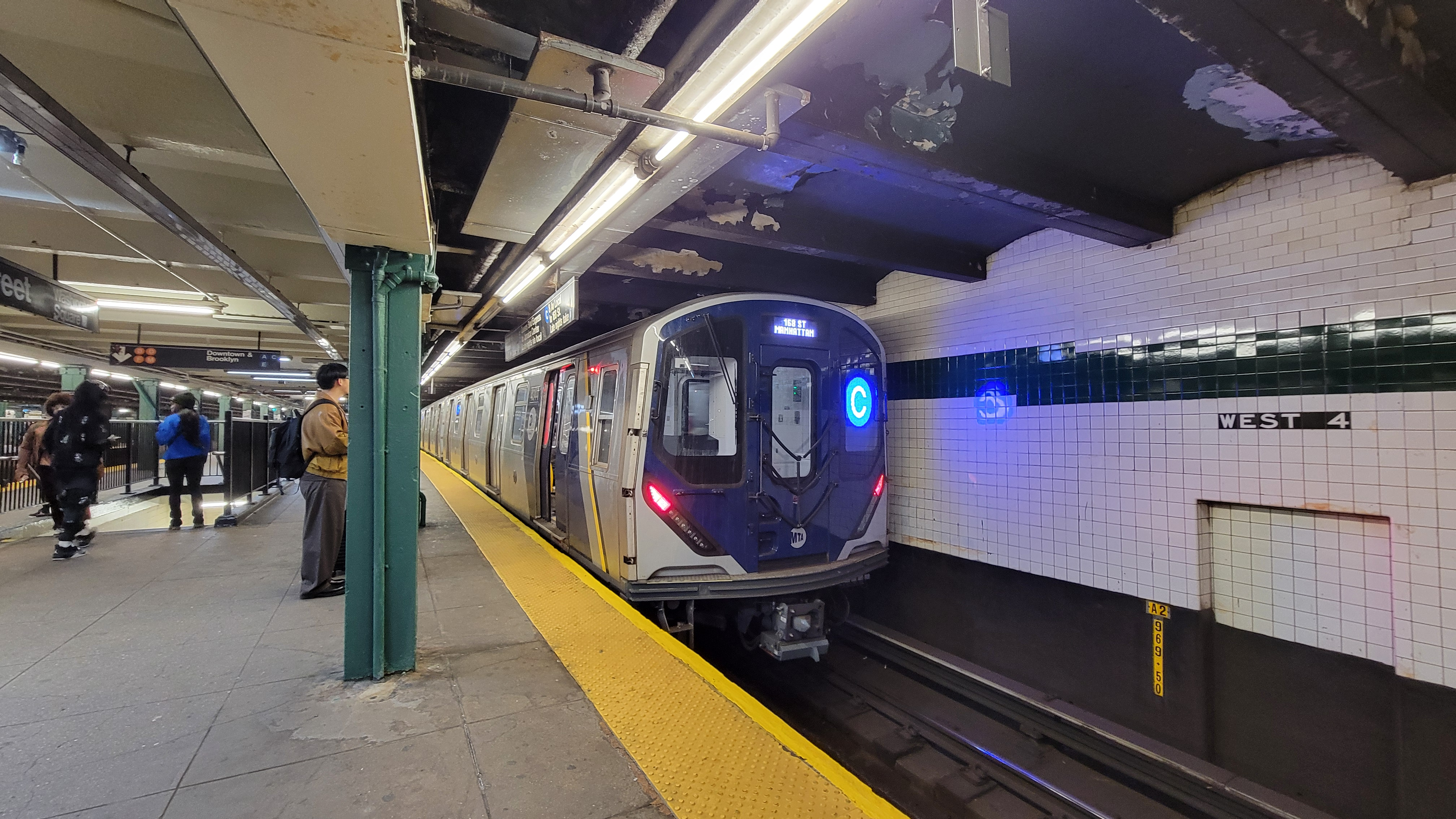
U-Bahn-Zug des Typs R211 in Manhattan (2025)

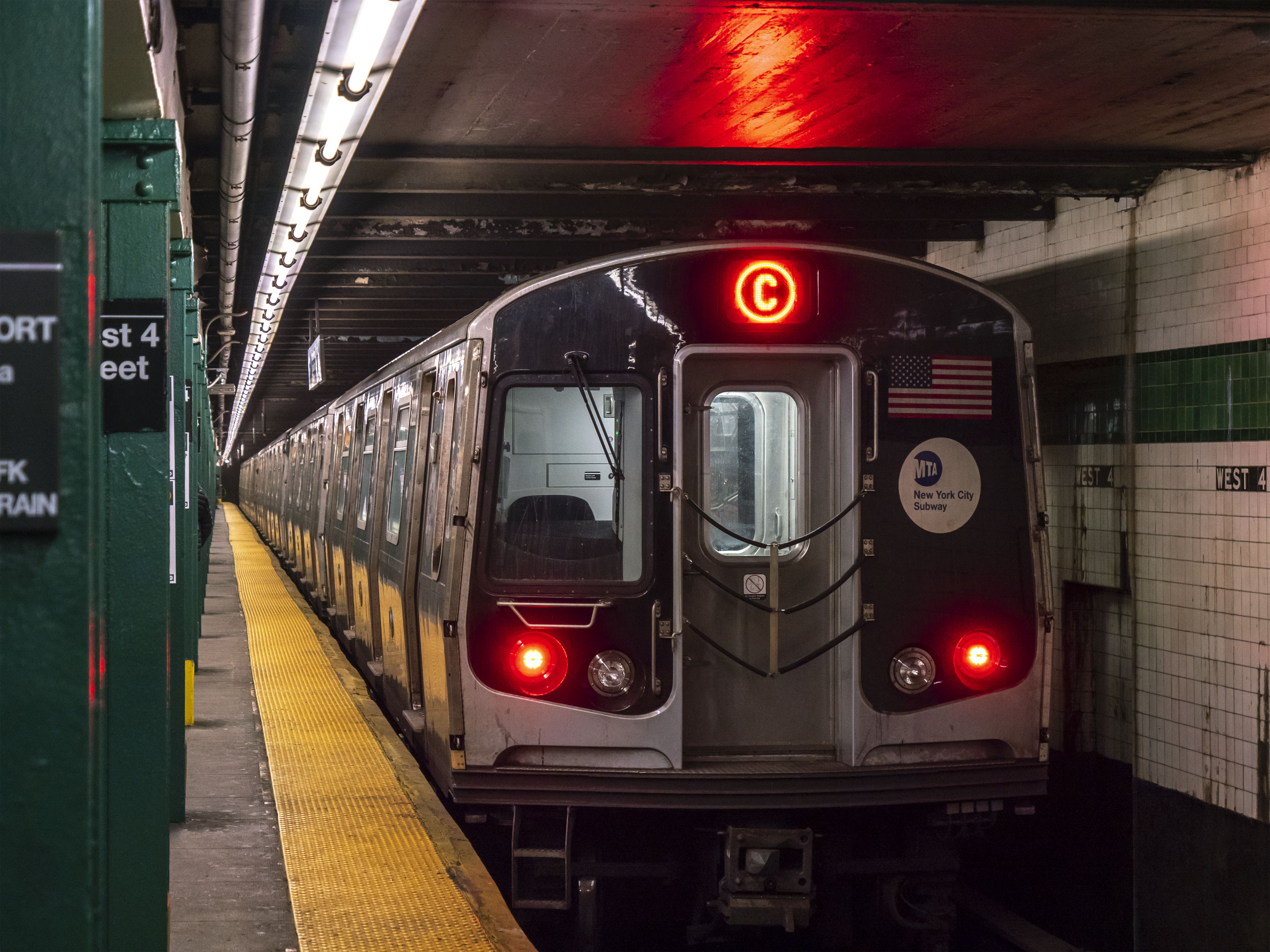
U-Bahn-Zug des Typs R179 in Manhattan (2021)

Seit 2023 fahren auf den Linien A und C erste Züge aus Wagen des in Auslieferung befindlichen Typs R211A, auf der Linie C seit 2024 eine kleine Anzahl des Typs R211T. Der Typ R211 ist für den Betrieb mit dem Zugsicherungssystem Communication-Based Train Control vorbereitet, das streckenseitig auf dem Südteil der IND Eighth Avenue Line und auf der IND Fulton Street Line eingerichtet werden soll, wobei eine nicht gesicherte Finanzierung die zunächst für 2024 vorgesehene Fertigstellung verzögerte.
Mit Stand 25. Juli 2021 fuhren auf der Linie C Züge aus Wagen zweier Typen: Für den morgendlichen Berufsverkehr waren 9 Züge aus 72 Wagen des Typs R46 vorgesehen und 9 Züge aus 72 Wagen des Typs R179. Im späten Berufsverkehr waren 8 Züge mit 64 Wagen des Typs R46 eingeplant und 9 Züge mit 72 Wagen des Typs R179.:20
Im Jahr 2015 waren die Züge 480 Fuß (knapp 150 Meter) lang.:4 In den Folgejahren kamen Wagen der Typen R46, die zu 600 Fuß langen Zügen zusammengesetzt werden können, und R160 zum Einsatz, um mehr Fahrgäste transportieren zu können. In der Mitte der 2010er Jahre erreichten die Fahrgastzahlen der Subway einen Höchststand.
Die Züge der an Wochentagen im Berufsverkehr fahrenden Express-Linie C bestanden im Zeitraum 1937 bis 1949 regelmäßig aus zehn U-Bahn-Wagen, an Samstagen aus sechs bis acht Wagen.:6 Die Züge der Local-Linie CC bestanden im Zeitraum von 1936 bis 1949 mit vielen Variationen aus sechs bis acht Wagen und von 1949 bis 1967 aus acht oder zehn Wagen, an Samstagen aus vier, fünf oder sechs Wagen.:6

## Fahrplan

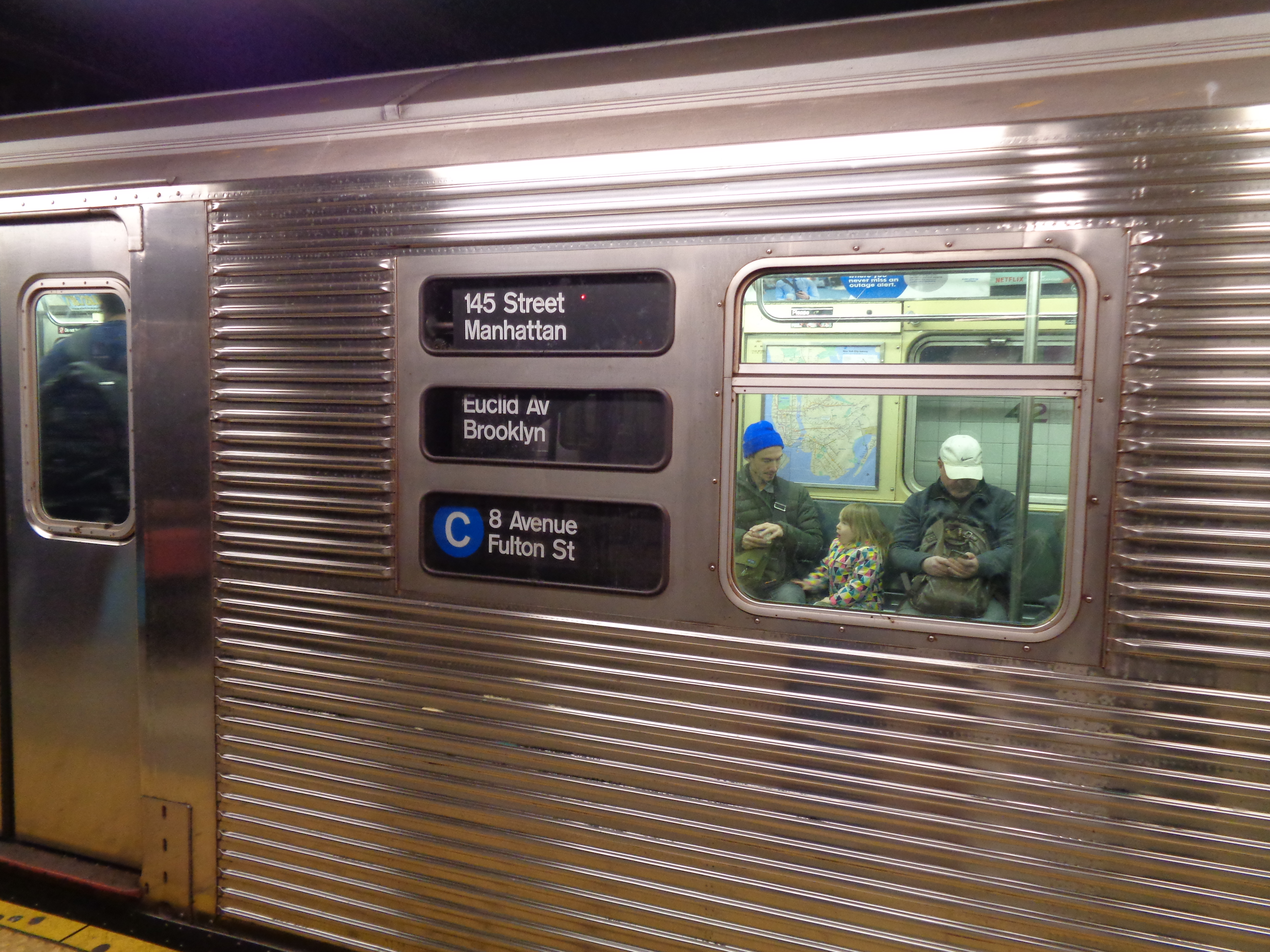
Seitliche Zuglaufbeschilderung an U-Bahn-Wagen des Typs R32

Abhängig von der Tageszeit war im Fahrplan des C 8 Avenue Local im Jahr 2022 pro Richtung eine Fahrzeit von 64 bis 68 Minuten vorgesehen.
Ab August 2023 fanden die Fahrten tagsüber alle 8 statt wie zuvor alle 10 Minuten statt, ab Dezember 2023 galt das gleiche im Abendverkehr.
Im Fahrplan Juni 2022 waren von morgens bis abends sechs Fahrten pro Stunde und Richtung vorgesehen. Es galt ein 10-Minuten-Takt mit vereinzelten kleinen Abweichungen auf 9 oder 11 Minuten Abstand zwischen bestimmten Zügen.
An Werktagen verließen die ersten Züge die U-Bahnhöfe 168th Street in Manhattan um 05.18 Uhr und Euclid Avenue in Brooklyn um 05.57 Uhr. Im Berufsverkehr morgens wurde der Takt auf einen Zug alle 9 Minuten, vereinzelt auch bis auf 5 Minuten verdichtet. Ab 21 Uhr wurde der Takt ausgedünnt auf fünf Züge pro Stunde in unregelmäßiger Folge. Um 22.08 Uhr verließ die letzte Fahrt 168th Street. Um 22.18 Uhr verließ die letzte Fahrt Euclid Avenue und endete um 23.23 Uhr an der 168th Street in Manhattan.
Im Fahrplan ab Juni 2015 waren für die Linie C an Werktagen 100 Fahrten (Hin- und Rückfahrt), an Samstagen 91 und an Sonntagen 79 Fahrten vorgesehen.:15

## Weiterführende Informationen